# Wlado Michajlow

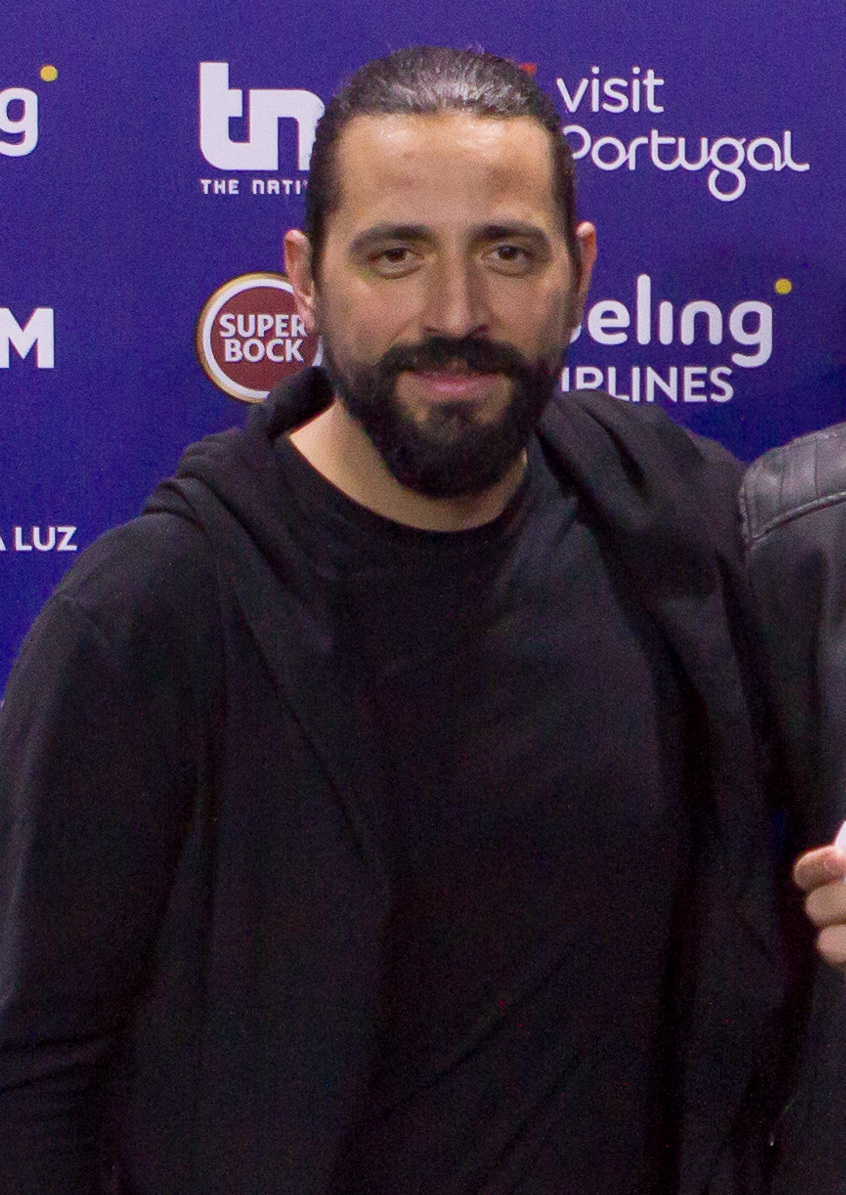
Wlado Michajlow (2018)

Wladimir „Wlado“ Michajlow (* 2. August 1977 in Sofia; bulgarisch Владимир „Владо“ Михайлов, engl. Transkription Vladimir „Vlado“ Mihailov) ist ein bulgarischer Musiker, Sänger, Musikproduzent, Schauspieler und Synchronsprecher.

## Leben
Michajlow wurde am 2. August 1977 in Sofia geboren. Er ist seit Anfang des 21. Jahrhunderts als Schauspieler und Synchronsprecher tätig. Er wirkte bei der bulgarischen Synchronisation einiger Animationsfilme wie Die Eiskönigin – Völlig unverfroren und Rapunzel – Neu verföhnt mit. Er ist vor allem in US-amerikanischen oder kanadischen Low-Budget-Fernsehfilmen und B-Movies, die in Bulgarien gedreht wurden, als Schauspieler tätig. Er war unter anderen in den Fernsehfilmen Robocroc aus dem Jahr 2013 und Roboshark aus dem Jahr 2015 beteiligt. Von 2020 bis 2021 verkörperte er die Rolle des Dragomir Donkov in insgesamt 104 Episoden der Fernsehserie Brüder.
Er ist Sänger, Songwriter und Frontmann der bulgarischen Bands Safo und Sleng. Er ist Co-Autor und Co-Produzent aller Lieder Slengs, seit er Teil der Band ist. Er war Teil der bulgarischen Delegation als Background-Sänger für Kristian Kostow beim Eurovision Song Contest 2017. 2018 nahm er als Mitglied der Musikgruppe Equinox am Eurovision Song Contest 2018 teil.

## Filmografie (Auswahl)
- 2005: Heuschrecken – Die achte Plage (Locusts: The 8th Plague, Fernsehfilm)
- 2005: Manticore – Blutige Krallen (Manticore, Fernsehfilm)
- 2006: 1812 (Kurzfilm)
- 2006: Im Fadenkreuz II – Achse des Bösen (Behind Enemy Lines II: Axis of Evil)
- 2006: Magma – Die Welt brennt (Magma: Volcanic Disaster, Fernsehfilm)
- 2006: Zombies (Wicked Little Things)
- 2007: Grendel (Fernsehfilm)
- 2007: Until Death
- 2007: Gargoyles – Monster aus Stein (Reign of the Gargoyles, Fernsehfilm)
- 2007: Lake Placid 2 (Fernsehfilm)
- 2007: Rin Tin Tin
- 2007: Bats 2: Blutige Ernte (Bats: Human Harvest, Fernsehfilm)
- 2008: Ghost Voyage (Fernsehfilm)
- 2008: Copperhead
- 2008: Auf der Jagd nach der Monster Arche (Monster Ark, Fernsehfilm)
- 2008: Boogeyman 3
- 2009: Die unglaubliche Reise des Sir Francis Drake (The Immortal Voyage of Captain Drake, Fernsehfilm)
- 2009: Die Echelon-Verschwörung (Echelon Conspiracy)
- 2009: It's Alive
- 2009: Infestation – Nur ein toter Käfer ist ein guter Käfer (Infestation)
- 2009: Wrong Turn 3: Left For Dead
- 2009: Ninja
- 2009: Die Geisterstadt (Ghost Town, Fernsehfilm)
- 2010: Dark Relic – Sir Gregory, der Kreuzritter (Dark Relic, Fernsehfilm)
- 2010: Triassic Attack (Fernsehfilm)
- 2011: Super Tanker (Fernsehfilm)
- 2011: Die Vulkan-Apokalypse (Super Eruption, Fernsehfilm)
- 2011: Red Faction – Die Rebellen (Red Faction: Origins, Fernsehfilm)
- 2011: Morlocks (Fernsehfilm)
- 2011: Volcano 2 – Feuerinferno in Miami (Miami Magma, Fernsehfilm)
- 2012: El Gringo
- 2012: True Bloodthirst
- 2013: Yeti – Das Geheimnis des Glacier Peak (Deadly Descent, Fernsehfilm)
- 2013: Invasion Roswell (Fernsehfilm)
- 2013: Robocroc (Fernsehfilm)
- 2013: Taken: The Search for Sophie Parker (Fernsehfilm)
- 2013: Enemies Closer – Gefährlich nah (Enemies Closer)
- 2014: The Legend of Hercules
- 2014: Plebs (Fernsehserie, Episode 2x02)
- 2015: Roboshark (Fernsehfilm)
- 2015: Septembers of Shiraz
- 2015: Dilwale
- 2016: Jarhead 3 – Die Belagerung (Jarhead 3: The Siege)
- 2016: Undisputed IV – Boyka Is Back
- 2017: Leatherface – The Source of Evil
- 2017: Heights
- 2017: Day of the Dead: Bloodline
- 2018: All She Wrote
- 2019: We Die Young
- 2020: Bratia (Fernsehserie, Episode 1x01)
- 2020–2021: Brüder (Bratya, Fernsehserie, 104 Episoden)
- 2021: Sag' 'oui' zur Liebe (Her Pen Pal, Fernsehfilm)
- 2021: The Admirer
- 2022: Memory – Sein letzter Auftrag (Memory)

## Synchronisation (Auswahl)
- 2003: Nemesis of the Roman Empire (Videospiel)
- 2010: Rapunzel – Neu verföhnt (Tangled) (Animationsfilm)
- 2013: Die Eiskönigin – Völlig unverfroren (Frozen) (Animationsfilm)